# 少年班 (电影)
《少年班》 是肖洋执导，孙红雷、周冬雨、董子健主演的一部中国青春电影。2014年9月24日起南京市河海大学、东南大学等地拍摄，2014年11月杀青。電影於2015年6月19日上映。

## 剧情概述
五位“天才少年”被神秘导师慧眼选中，组成“世界数学大赛”攻关小组，从此早于同龄人开始苦乐交织的大学生涯。但纵使智力通天，小天才们也一样压抑不住青春的躁动，承受着荷尔蒙迸发的煎熬，在甜蜜和疼痛中成长，也终于明白生而为人的无奈……

## 演员
| 演员   | 角色   | 备注                                                   |
| 孙红雷 | 周知庸 | 少年班导师，曾经的少年班成员。                         |
| 周冬雨 | 周 兰  | 少年班唯一的女生，孤僻但极端聪明的少女。               |
| 董子健 | 吴 未  | 混入少年班的“平凡”少年。                               |
| 王栎鑫 | 麦 克  | 少年班里的带头大哥。                                   |
| 李佳奇 | 方厚政 | 年纪最小的少年班成员，数学天才。                       |
| 王紫璇 | 江依琳 | 受众人爱慕和追求的校园女神，舞技超群。                 |
| 柳希龙 | 王大法 | 来自农村，是少年班中最奇特的人，擅长易经八卦卜算观星。 |
| 赵立新 |        | 校长。                                                 |

## 主题曲
- 《你曾是少年》(S.H.E演唱、肖洋作词、楊子朴作曲)

## 制作
导演肖洋少年时期就读于西安交通大学少年班。2008年为著名导演冯小刚的电影《非诚勿扰》剪辑，从此知名，其电影剪辑作品三度入围金马奖。本片为他的导演处女作，创意亦来自于他在少年班的经历，知名监制陈国富不仅投资本片，还担任监制。
2014年9月24日剧组在河海大学清凉门校区学生八舍前取景，6名男生只用丝巾遮面，脚踩白球鞋，手捂私处，在校园小道上一路裸奔，引发大量学生围观。
饰演方厚政的李佳奇和饰演王大法的柳希龙是导演从在东北、河南、重庆等地的武校、艺校里找了一万多名孩子中选出的。

## 宣传
2015年3月19日，本片首次发布会，导演肖洋、监制陈国富及冯小刚参加，宣布定档6月19日。
4月19日举行全阵容发布会，剧中主演孙红雷、董子健、周冬雨、王栎鑫、李佳奇和出品人王中磊和张家鲁共同出席。
5月6日在北京发布会主演海报，肖洋携主演周冬雨以及圈中好友韩寒、易小星亮相。
5月20日发布主题曲MV《你曾是少年》，由S.H.E睽违近三年再合体演唱，22日推出SHE特辑。25日发布歌词版海报，26日发布终极预告和海报。
5月31日起开启校园巡回展映活动，于南开大学、湖南商学院、华南师范大学、深圳职业技术学院、沈阳大学、西安交通大学、电子科技大学、武汉大学、南京信息工程大学、浙江大学、上海海事大学等校宣传。
6月16日在上海举行首映红毯暨看片会，影片全体主创悉数参加。

## 评价
但凡是处女作大多会成为半自传体，这条定律就连出身于天才少年班的肖洋也躲不过，他把自己中学同班的奇才同学们的故事连同自己的经历都卖了一个遍，于是拍出了这部电影。有人在里面看到了青春故事，夸赞里面终于没有撕逼和堕胎；有人在里面看到了奇人怪事，挑剔其中鼓吹“偏才教育”；但更多的人看见了曾经天才的自己，角色代入了董子健所扮演的“吴未”。
在这部电影中，非常细致的呈现出少年班天才儿童的真实状况，未经世事的少年在大学中的表现，天才儿童与成人世界之间的隔阂，天才儿童的世界总是那样的不可理喻。但这部电影给人很纠结的感觉，其实没说到点子上，或者说本片的导演，肖洋作为1994届少年班的成员之一，也根本没打算说到点子，只是打算为观众展示真正的少年班是什么样子。
M1905电影网认为，影片在故事的叙说上模棱两可的同时也重心不稳，反倒是添加了不少趣味情节、搞笑段落；导演既忘了将故事讲圆满，也忽略了对少年们形象的复合书写，而只是描绘了几个有情欲的怪咖，除了吴未这条鲶鱼还稍微饱满一些，其他角色都扁平的就像是iOS 8里的图标一样，让人觉得寡淡无味。

## 票房
中国大陆首周三天收2750万人民币列第五位，次周收2070万列第六位，最终成绩为5070万。

## 其它
本片入选2015年第28届东京国际电影节“世界关注”单元。